# Junín (Cundinamarca)
Junín ist eine Gemeinde (municipio) im kolumbianischen Departamento Cundinamarca. Auf dem Gebiet der Gemeinde befindet sich ein Teil des Naturparks Chingaza.

## Geographie
Junín liegt im Südosten von Cundinamarca in der Provinz Guavío auf einer Höhe von ungefähr 2300 Metern an der Ostseite der Ostkordillere der kolumbianischen Anden, 103 km von Bogotá entfernt. Die Durchschnittstemperatur beträgt 16 °C. Die Gemeinde grenzt im Norden an Guachetá und Guatavita, im Osten an Gama und Gachalá, im Süden an Fómeque und im Westen an La Calera und Guasca.

## Bevölkerung
Die Gemeinde Junín hat 8720 Einwohner, von denen 1040 im städtischen Teil (cabecera municipal) der Gemeinde leben (Stand: 2019).

## Geschichte
Vor Ankunft der Spanier existierte an der Stelle des heutigen Junín das indigene Dorf Chipazaque. Auf dem Gebiet lebten Indigene der Chíos, die zur Gruppe der Chibchas gehörten. Von den Spaniern gegründet wurde Junín 1550 unter dem Namen Nuestra Señora de la Concepción de Chipazaque. Tomás Cipriano de Mosquera ließ 1861 den Hauptort an die heutige Stelle verlegen und gab ihm den Namen Junín.

## Wirtschaft
Die wichtigsten Wirtschaftszweige von Junín sind Landwirtschaft, Rinder- und Milchproduktion, Tourismus und Kunsthandwerk.